# 大隅清治
大隅 清治（おおすみ せいじ、1930年7月12日 - 2019年11月2日）は、日本の水産動物研究者。特に鯨類の権威。
学位は、農学博士（東京大学・1964年）。日本鯨類研究所理事長等を歴任。
妻は電子顕微鏡学者の大隅正子。長女は神経科学者の大隅典子。

## 略歴
群馬県伊勢崎市出身。旧制群馬県立前橋中学校、東京陸軍幼年学校（49期）、旧制新潟高等学校を経て、東京大学農学部卒業。1964年、農学博士（東京大学）（学位論文：「A study on age determination of the fin whale(ナガスクジラの年令査定法に関する研究) 」）取得。  日本鯨類研究所・水産庁などで鯨の研究に従事。水産庁遠洋水産研究所長・日本鯨類研究所専務理事・日本鯨類研究所理事長（1995年 - 2004年）・日本鯨類研究所顧問などの要職を歴任した。
2019年11月2日、急性心筋梗塞のため死去。89歳没。
捕鯨の在り方については、利潤を追求する「商業捕鯨」を否定し、資源としての鯨を管理しつつ捕鯨をおこなう「持続捕鯨」を唱えていた。
妻は電子顕微鏡学者の大隅正子、長女は神経科学者の大隅典子。
著作『クジラの飲み水』は、中学一年の国語の教科書に採用された。

## 著書
- 「クジラは昔 陸を歩いていた」
- 「クジラ 海を泳ぐ頭脳」
- 「くじら―海の哺乳類」
- 「鯨物語」（1999）朝日新聞科学欄に連載
- 「クジラと日本人」
- 「海と川の狩人たち」（共著）
- 「世界の海洋における鯨類の食物消費量」

## 論文
- 国立情報学研究所収録論文 国立情報学研究所

## 賞詞
- 勲四等瑞宝章（2001年）[4]
- ノルウェー王国功労勲章（英語版）（2006年）[4][8]
- 日本哺乳類学会特別賞（2011年）